# Dagny-Lambercy
Dagny-Lambercy es una comuna francesa, situada en el departamento de Aisne, de la región de Alta Francia.

## Demografía
| 229 | 212 | 183 | 169 | 160 | 159 | 129 | 130 |
| Para los censos de 1962 a 1999 la población legal corresponde a la población sin duplicidades (Fuente: INSEE [Consultar]) |     |     |     |     |     |     |     |